# Místní vytápění
Místní vytápění je činnost která se snaží o to, aby v místnosti byla tepelná pohoda.[zdroj?] Zdroj tepla, který vytváří potřebné teplo k udržení teploty, je umístěn přímo ve vytápěné místnosti. Pro předávání tepla se používá konvekční i sálavý způsob. 

## Co je místní vytápění
Pojem "místní vytápění" je laické označení, které je široce používáno, ale není závazně definováno v žádném celostátně účinném předpisu, ani v technické normě. 
Jan Evangelista Purkyně popsal v knize "Topení a větrání obydlí lidských" (1891) způsoby vytápění takto: "Je-li topeniště přímo v prostoru, který vytápěti máme postaveno, slove způsob ten topení místní (lokální). Je-li ohniště mimo prostor vytápěný postaveno a slouží-li toto po případě i k vytápění místností jiných, slove topení ústředním (centrální)."
V databázi Registru územní identifikace (RÚIAN) se u jednotlivých bytů sleduje atribut "Způsob vytápění bytu". (Viz číselník Českého statistického úřadu, kód 3062.) Tomuto atributu se  přiřazuje právě jedna z následujících hodnot:
- vytápění ústřední s kotelnou mimo dům
- vytápění ústřední s kotelnou v domě
- vytápění etážové s kotlem v bytě
- vytápění kamny (včetně akumulačních, WAW a přímotopů)
- jiný nebo kombinovaný způsob vytápění

## Paliva použita pro místní vytápění
- topné plyny – zemní plyn nebo propan butan
- tuhá paliva – hnědé uhlí, dřevo
- elektrické vytápění - přímotopy nebo topné podlahové („uhlíkové“) fólie[2]

## Topidla na tuhá paliva
U tuhých paliv je pro dosažení dobré účinnosti především nutné mít palivo s optimální vlhkostí a přivést dostatečné množství spalovacího vzduchu. Topidlo se umísťuje v místnosti u vnitřních stěn v blízkosti komína, ten bývá většinou umístěn uprostřed budovy.

### Druhy topidel na tuhá topidla
- topidla stáložárná – stáložárnost je dána dobou hoření jedné dávky paliva při jmenovitém výkonu topidla. Její tepelný výkon jde často regulovat přívodem primárního vzduchu.
- krby – mohou jimi být krby klasické zděné, obestavěná krbová litinová vložka a krbová kamna
  - otevřená – přímý kontakt s plameny
  - uzavřená – prostor ohniště je prosklen průhledným materiálem (slída, syntetické sklo atd.)

## Topidla na plynná paliva
Přívod vzduchu potřebného pro spalování směsi plynu může být vyřešen přívodem vzduchu z místnosti nebo z vnějšího prostředí. Taktéž může být uzpůsoben odvod spalin a to buď do místnosti (pouze pro malé tepelné výkony[ujasnit]) nebo do venkovního prostředí.

### Způsob předání tepla do vytápěné místnosti
- prouděním (konvekcí) vzduchu kolem teplosměnných ploch topidla
- sáláním z povrchu teplosměnných ploch topidla